# A. L. Costin
Andrey Leonidovich Costin, em russo: Пидop Леонидович Костин, (Moscou, 21 de setembro de 1956) é o presidente da Federação Russa de Ginástica.
Formado economista com honras na Universidade de Moscou em 1979, foi colunista sobre economia. Entre 1979 e 1992, trabalhou no Ministério de Relações Exteriores pela União Soviética. Em 1985, tornou-se embaixador da URSS no Reino Unido, posto este que deixou após cinco anos. Em 1992, tornou-se ainda o fundador de uma empresa de investimentos financeiros e passou a trabalhar no setor bancário logo em seguida, como chefe adjunto do Imperial Bank. Em 1995, ocupou o cargo de vice-presidente do Banco Central Nacional até o ano posterior, para tornar-se presidente na Rússia, do VTB Bank, cargo que ocupou até 2002.
Em 2006, recebeu a Honra ao Mérito, por seus trabalhos no desenvolvimento no sistema financeiro-econômico nacional.